# غالق (طوبولوجيا)
في الرياضيات، الغالق (بالإنجليزية: closure)‏ لمجموعة S يتألف من جميع النقاط التي تكون أقرب ما يمكن للمجموعة S. يطلق على النقطة التي تنتمي إلى غالق مجموعة اسم نقطة ملاصقة للمجموعة. يكون مصطلح غالق مناظراً بأكثر من معني لمصطلح داخل.
و بمعنى ادق في فضاء طوبولوجي (E,T) غالق S هوأصغر مغلق يحتويها قد نزع منه داخله